# Don Toliver
Caleb Zackery "Don" Toliver (născut pe 12 iunie 1994) este un rapper, cântăreț și textier american. Și-a lansat primul mixtape important, Donny Womack, în august 2018. Este cunoscut mai ales pentru single-ul său „No Idea” din 2019, care a câștigat popularitate pe aplicația de partajare a videoclipurilor TikTok, precum și pentru aparitia pe piesa lui Travis Scott, "Can't Say", din la cel de-al treilea album de studio Astroworld (2018).

## Biografie
Caleb Zackery Toliver s-a născut și a crescut în zona Houston. A început să lanseze muzică în 2017, iar în luna mai a acelui an, a lansat un mixtape colaborativ cu rapperul american Yungjosh93, intitulat Playa Familia. La sfârșitul anului 2017, a lansat single-urile, „Diva” și „I Gotta”. În martie 2018 a semnat cu Atlantic Records și We Run It Entertainment. Tot la începutul anului 2018, a lansat încă două single-uri, „Make Sumn” și „Cheques”.
În iulie 2018, el a lansat single-ul „Holdin’ Steel ”cu Dice Soho. Piesa a fost însoțită și de un videoclip muzical. Pe 2 august 2018, Toliver a lansat mixtape-ul său de debut, Donny Womack, împreună cu un videoclip pentru melodia "Diamonds". A doua zi, Travis Scott a lansat cel de-al treilea album de studio Astroworld, in care Toliver a participat la melodia "Can't Say". Single-ul a fost însoțit ulterior de un videoclip care a fost sponsorizat de Saint Laurent. Pe 6 august 2018, a fost anunțat că Toliver a semnat cu Cactus Jack, casa de discuri al lui Travis. În 9 august 2018, Nav a lansat videoclipul pentru single-ul său „Campion”, cu Scott. Piesa este din albumul de debut al lui Nav Reckless. Toliver a apărut în videoclip alături de Nav, Scott și prezenti au fost și rapperii americani Sheck Wes și Gunna.
Single-ul său „Diva” a fost remixat ulterior de rapperul Kevin Gates.

## Albume de studio
| Titlu                                                                                               | Detalii | Poziții de vârf în topuri | Poziții de vârf în topuri | Poziții de vârf în topuri | Poziții de vârf în topuri | Poziții de vârf în topuri | Poziții de vârf în topuri | Poziții de vârf în topuri | Poziții de vârf în topuri | Poziții de vârf în topuri | Poziții de vârf în topuri | Certificări                       |
| Titlu                                                                                               | Detalii | US                        | US R&B/HH                 | US Rap                    | AUS                       | CAN                       | DEN                       | NLD                       | NOR                       | NZ                        | UK                        | Certificări                       |
| --------------------------------------------------------------------------------------------------- | --- | ------------------------- | ------------------------- | ------------------------- | ------------------------- | ------------------------- | ------------------------- | ------------------------- | ------------------------- | ------------------------- | ------------------------- | --------------------------------- |
| Heaven or Hell                                                                                      | - Data lansării: March 13, 2020 - Label: Cactus Jack, Atlantic, We Run It - Format: Streaming, digital download, vinyl | 7                         | 5                         | 4                         | 20                        | 7                         | 20                        | 31                        | 7                         | 14                        | 17                        | - RIAA: Platinum - RMNZ: Platinum |
| Life of a Don                                                                                       | - Data lansării: October 8, 2021 - Label: Cactus Jack, Atlantic, We Run It - Format: Streaming, digital download       | 2                         | 2                         | 2                         | 17                        | 6                         | 13                        | 16                        | 9                         | 13                        | 26                        |                                   |
| Love Sick                                                                                           | - Data lansării: February 24, 2023 - Label: Cactus Jack, Atlantic - Format: Streaming, digital download, CD, vinyl     | 8                         | 4                         | 3                         | 61                        | 10                        | —                         | 40                        | —                         | 28                        | 36                        | - RIAA: Gold                      |
| Hardstone Psycho                                                                                    | - Data lansării: June 14, 2024 - Label: Cactus Jack, Atlantic - Format: Streaming, digital download, CD, vinyl         | 3                         | 1                         | 1                         | 16                        | 7                         | 19                        | 14                        | 7                         | 6                         | 27                        | - RIAA: Gold - MC: Gold           |
| „—” denotă o înregistrare care nu a intrat în topuri sau nu a fost lansată pe teritoriul respectiv. | |                           |                           |                           |                           |                           |                           |                           |                           |                           |                           |                                   |

### Albume colaborative
| Title                                             | Details |
| ------------------------------------------------- | --- |
| JackBoys(cu JackBoys și Travis Scott ca JackBoys) | - Data lansării: Decembrie 27, 2019 - Casa de discuri: Cactus Jack, Epic - Format: CD, LP, casseta, digital download, streaming |

### Mixtapes
| Titlu                        | Detalii |
| ---------------------------- | --- |
| Playa Familia(cu YungJosh93) | - Data lansarii: Mai 17, 2017 - Casa de discuri: Niciuna - Format: Digital download                            |
| Donny Womack                 | - Data lansarii: August 2, 2018 - Casa de discuri: Cactus Jack, Atlantic, We Run It - Format: Digital download |

1. 1 2 3  Don Toliver talks working with Travis Scott, William Albrechtsen and Mike Dean in Hawaii, shares new video for "Diamonds" (în engleză)
2. ↑  Don Toliver Signs To Travis Scott's Cactus Jack "Family" (în engleză)
3. ↑   https://www.atlanticrecords.com/artists/don-toliver Lipsește sau este vid: |title= (ajutor)
4. ↑  „Don Toliver Chart History: Billboard 200”. Billboard. Arhivat din original la 9 martie 2021. Accesat în 25 iunie 2024.
5. ↑  „Don Toliver Chart History: R&B/Hip-Hop Albums”. Billboard. Arhivat din original la 24 martie 2020. Accesat în 25 iunie 2024.
6. ↑  „Don Toliver Chart History: Rap Albums”. Billboard. Accesat în 25 iunie 2024.
7. ↑  Peaks in Australia:
  - All except noted: „Discography Don Toliver”. australian-charts.com. Arhivat din original la 20 octombrie 2021. Accesat în 11 februarie 2021.
  - JackBoys: „Discography JackBoys”. australian-charts.com. Arhivat din original la 20 octombrie 2021. Accesat în 11 februarie 2021.
  - Love Sick: „The ARIA Report: Week Commencing 6 March 2023”. The ARIA Report. Nr. 1722. Australian Recording Industry Association. 6 martie 2023. p. 6.
  - "What to Do?": „ARIA Chart Watch #558”. auspOp. 4 ianuarie 2020. Arhivat din original la 4 ianuarie 2020. Accesat în 4 ianuarie 2020.
  - "Moon": „Discography Kanye West”. australian-charts.com. Accesat în 29 decembrie 2022.
  - "Too Many Nights": „The ARIA Report: Week Commencing 12 December 2022”. The ARIA Report. Nr. 1710. Australian Recording Industry Association. 12 decembrie 2022. p. 4.
  - "No Pole": „The ARIA Report: Week Commencing 27 January 2025”. The ARIA Report. Nr. 1821. Australian Recording Industry Association. 27 ianuarie 2025. p. 4.
8. ↑  „Don Toliver Chart History: Canadian Albums”. Billboard. Arhivat din original la 19 octombrie 2021. Accesat în 25 iunie 2024.
9. ↑  „Discography Don Toliver”. danishcharts.dk. Arhivat din original la 18 noiembrie 2020. Accesat în 25 octombrie 2021.
10. ↑  „Discografie Don Toliver”. dutchcharts.nl. Arhivat din original la 6 noiembrie 2020. Accesat în 22 iunie 2024.
11. ↑  „Discography Don Toliver”. norwegiancharts.com. Arhivat din original la 23 octombrie 2020. Accesat în 25 octombrie 2021.
12. ↑  „Discography Don Toliver”. charts.nz. Arhivat din original la 8 februarie 2021. Accesat în 11 februarie 2021.
13. ↑  „Don Toliver | full Official Chart history”. Official Charts Company. Arhivat din original la 13 decembrie 2019. Accesat în 28 septembrie 2024.
14. 1 2 3  „American  certifications – Don Toliver”. RIAA.
15. ↑  „Album Certification Search – RadioScope” (în engleză). Accesat în 10 februarie 2025.
16. ↑  „Canadian  certifications – Don Toliver”. Music Canada.